# Dom Marynarza w Szczecinie
Dom Marynarza w Szczecinie (pełna nazwa: Dom Marynarza Polskiej Żeglugi Morskiej) – placówka o charakterze hotelowo-kulturalnym, która zapewniała opiekę socjalno-kulturalną i noclegi marynarzom wszystkich bander świata przebywających w Szczecinie

## Historia
Dom Marynarza powstał w Szczecinie w drugiej połowie lat czterdziestych XX w. Początkowo mieścił się przy ul. Malczewskiego 23, następnie został przeniesiony do budynku przy al. Wojska Polskiego 107.
W 1972 przeniesiono go do nowo wybudowanego, okazałego kompleksu budynków przy ul. Malczewskiego 10/12 w południowej części działki pomiędzy ulicami: Malczewskiego, Matejki i Żubrów. Projekt budynku powstał w warszawskim Biurze Projektów Budownictwa Ogólnego, a jego autorami byli architekci: Wacław Kłyszewski, Jerzy Mokrzyński i Eugeniusz Wierzbicki (tzw. Tygrysy). Główną część kompleksu stanowił dwunastokondygnacyjny wieżowiec, w którym znalazło się 139 jedno- i dwuosobowych pokoi na 228 miejsc. W części niższej kompleksu znajdowała się restauracja, drink-bar, sala bilardowa, sala gimnastyczna, solarium i sauna. Na miejscu była także filia banku i wypożyczalnia samochodów. Inwestorem i właścicielem całości była Polska Żegluga Morska. Budynek nagrodzono tytułem „Mister Szczecina'72”.

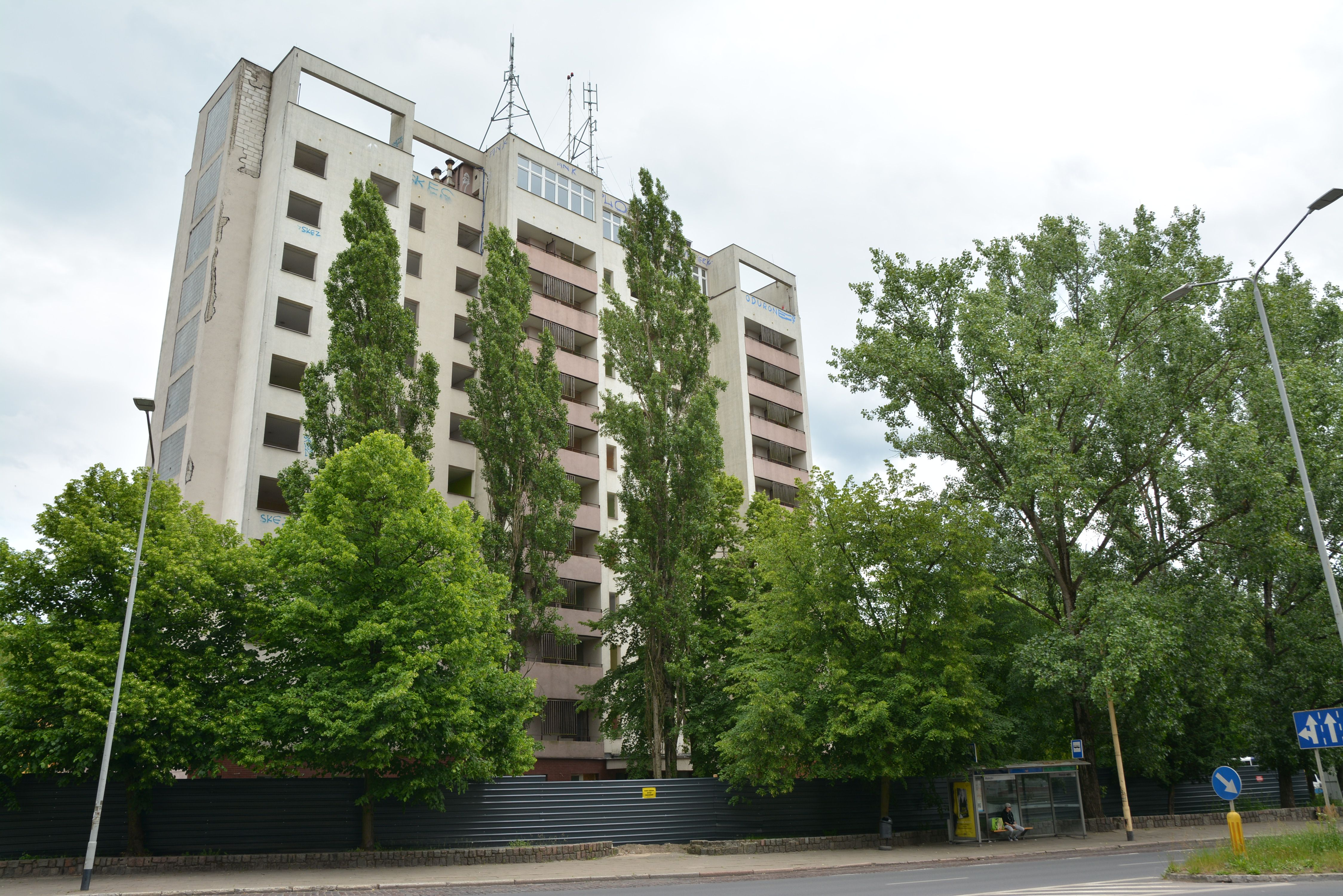
Dom Marynarza przygotowany do rozbiórki

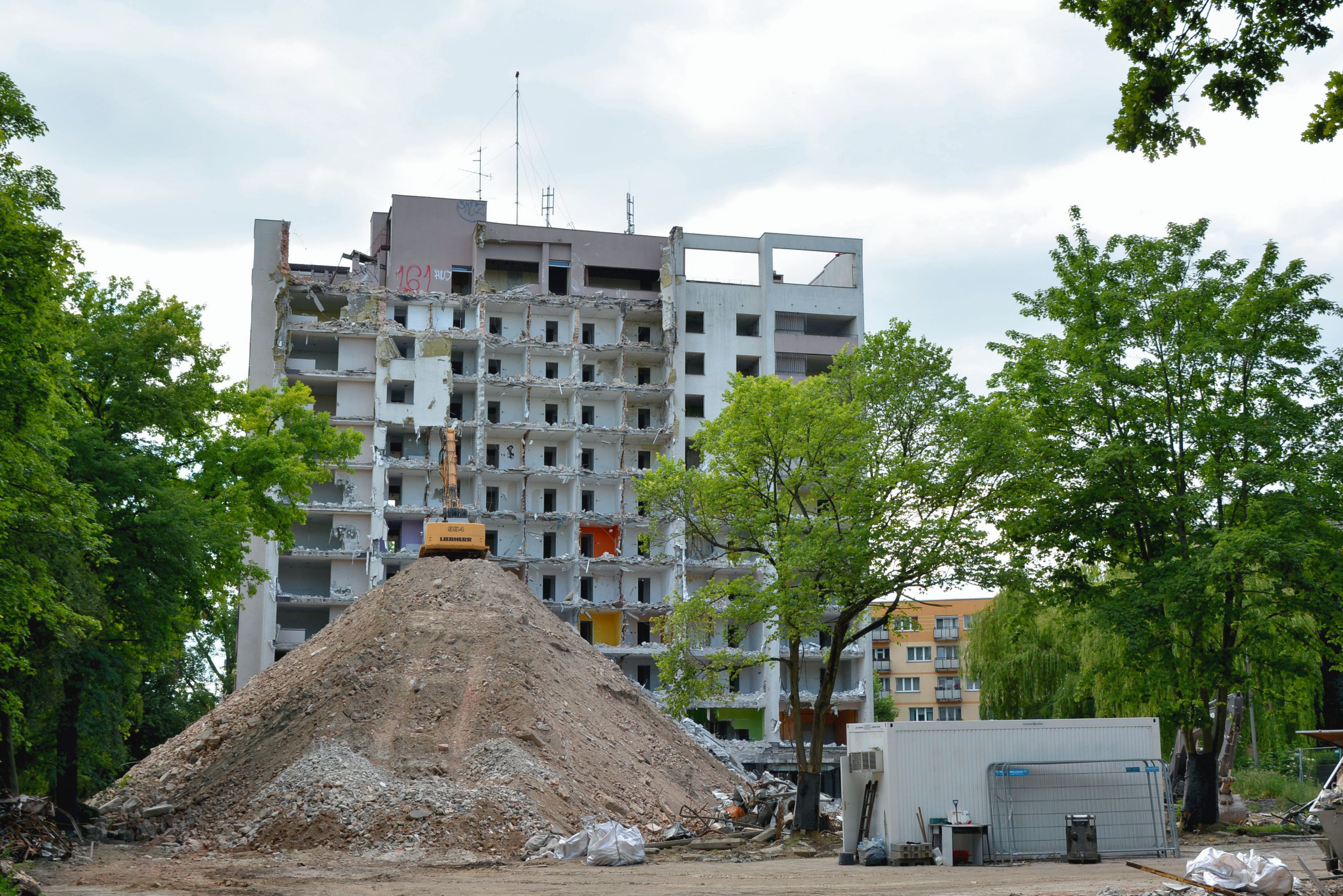
Rozbiórka Domu Marynarza

W latach 90. XX w. w związku z przemianami gospodarczymi i znaczną redukcją polskiej floty handlowej gwałtownie zmniejszyła się liczba osób korzystających z Domu Marynarza. Spowodowało to podjęcie decyzji o jego likwidacji i przekazaniu obiektu w 2002 Uniwersytetowi Szczecińskiemu, który urządził w nim akademik. Oprócz akademika w budynku znalazło swoją siedzibę Akademickie Centrum Kultury z teatrem „Nie Ma”, zespołami chórowymi, muzycznymi i kabaretem, a także zorganizowano wystawę popularnonaukową „Eureka”.
W 2012 Uniwersytet Szczeciński zaprzestał wykorzystywania wyższej części dawnego Domu Marynarza. Było to spowodowane zmniejszeniem liczby studentów oraz zaostrzonymi przepisami przeciwpożarowymi – aby im sprostać, Uniwersytet musiałby przeprowadzić kosztowną modernizację budynku, co okazało się nieopłacalne. W latach 2014–2017 w dolnej części funkcjonował Instytut Filologii Germańskiej Uniwersytetu Szczecińskiego. 
W 2018 budynek został sprzedany za ponad 16 milionów złotych prywatnemu inwestorowi, który go rozebrał.